# Pseudeos cardinalis
Il lori cardinale (Pseudeos cardinalis (Gray, 1849)) è un uccello della famiglia degli Psittaculidi.

## Descrizione
Del tutto simile al lori nero, per conformazione morfologica e taglia, si diversifica per la colorazione rosso cardinale di base, scurita da riflessi bruni diffusi su tutto il corpo, e per il becco arancio-bruno.

## Distribuzione e habitat
È una specie endemica delle isole Salomone.
Vive di preferenza nelle foreste di pianura e in quelle costiere di mangrovie e nelle piantagioni di palme da cocco, ma è stato osservato fino a 1200 metri di quota.